# Кадомка (Нижегородская область)
Ка́домка (тат. Кадомка) — деревня в Краснооктябрьском районе Нижегородской области.
Предполагается, что название деревне дали татары-переселенцы, пришедшие с Мещеры (из-под Кадома ныне Рязанской области).
Кадомка представляет собой одну из наименее населённых татарских деревень Нижегородской области, несмотря на относительную близость к крупным татарским сёлам Уразовка, Антяровка, Большое Рыбушкино и Малое Рыбушкино. Деревня Кадомка непосредственно граничит с Кузьминкой.